# Anna-Tina Groelly
Anna-Tina Groelly (* 1989; heimatberechtigt in Wigoltingen) ist eine Schweizer Politikerin (Grüne).

## Leben
Anna-Tina Groelly wuchs in Gelterkinden auf. Sie ist Skilehrerin und Kindergartenlehrerin und arbeitet als Kindergärtnerin in Oeschgen. Sie ist Mutter von zwei Töchtern und lebt in Gelterkinden.

## Politik
Anna-Tina Groelly wurde 2019 in den Landrat des Kantons Basel-Landschaft gewählt. Sie ist seit 2019 Mitglied der Bildungs-, Kultur- und Sportkommission.
Anna-Tina Groelly ist Vorstandsmitglied von Pro Natura Baselland.